# Linia kolejowa nr 865
Linia kolejowa nr 865 – głównie dwutorowa, zelektryfikowana linia kolejowa znaczenia miejscowego, łącząca posterunek odgałęźny Magdalenka z rejonem MsC stacji Małaszewicze Centralne.